# FC Lantana Tallinn
Il FC Lantana Tallinn, meglio noto come Lantana Tallinn, fu una società calcistica estone con sede nella città di Tallinn. Attiva dal 1994 al 1999, ha vinto per due volte il campionato estone e per una volta la Supercoppa di Estonia.

## Storia
La società nacque nel 1994 nel momento in cui la famiglia Belov rilevò la società Nikol Tallinn. La società venne subito iscritta in Meistriliiga, la massima serie del campionato estone di calcio. Dopo aver concluso la prima stagione al secondo posto, vinse il campionato estone per due stagioni consecutive: sia nel 1995-1996 che nel 1996-1997 concluse al primo posto sia la prima fase sia la fase finale per il titolo. Concluse al terzo posto finale le due stagioni consecutive, finché al termine della stagione 1999, dopo un sesto posto finale, la società venne sciolta. Nei cinque anni di attività il Lantana raggiunse la finale della coppa d'Estonia in tre occasioni senza riuscire a vincerla. Vinse una Supercoppa di Estonia nel 1998, sconfiggendo in finale il Sadam Tallinn.
Grazie ai successi in campionato e in coppa nazionale, il Lantana partecipò ai preliminari delle tre competizioni UEFA: Champions League, Coppa delle Coppe e Coppa UEFA. Nelle cinque stagioni venne eliminato sempre al primo turno di qualificazione, eccetto che nell'edizione 1996-1997 della Coppa UEFA quando raggiunse il secondo turno preliminare: nel primo turno eliminò gli islandesi dell'ÍBV Vestmannaeyjar grazie al successo per 2-1 in casa e al pareggio a reti bianche in trasferta, mentre nel secondo turno venne eliminato dagli svizzeri dell'Aarau con una sconfitta per 4-0 in trasferta, parzialmente recuperata con la vittoria casalinga per 2-0.

## Palmarès

### Competizioni nazionali
- Campionato estone: 2

1995-1996, 1996-1997
- Supercoppa di Estonia: 1

1997

### Altri piazzamenti
- Campionato estone:

Secondo posto: 1994-1995
Terzo posto: 1997-1998, 1998
- Coppa di Estonia:

Finalista: 1994-1995, 1996-1997, 1997-1998
Semifinalista: 1995-1996
- Supercoppa di Estonia:

Finalista: 1996

## Statistiche e record

### Partecipazione ai campionati
| Livello | Categoria    | Partecipazioni | Debutto   | Ultima stagione | Totale |
| ------- | ------------ | -------------- | --------- | --------------- | ------ |
| 1º      | Meistriliiga | 6              | 1994-1995 | 1999            | 6      |